# Fahrgastinformation

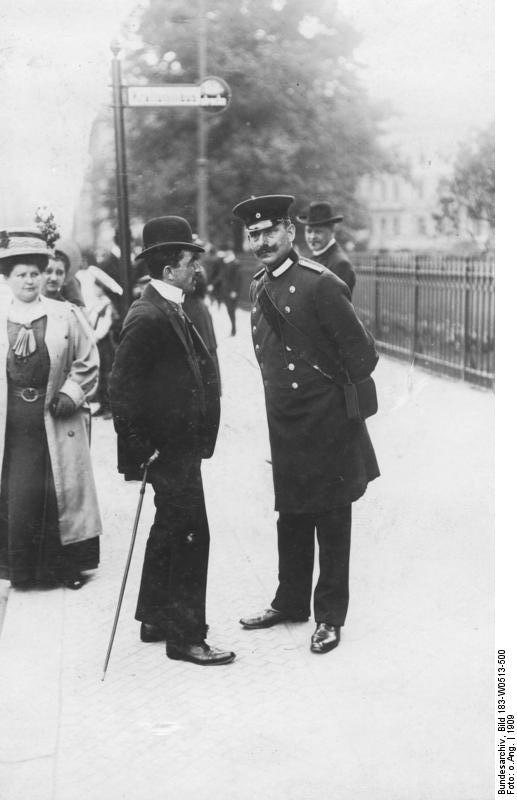
Auskunft 1909 in Berlin: „Die Berliner Omnibus-Gesellschaft hat an großen Verkehrspunkten der Stadt Beamte postiert, die dem Publikum Auskunft erteilen.“

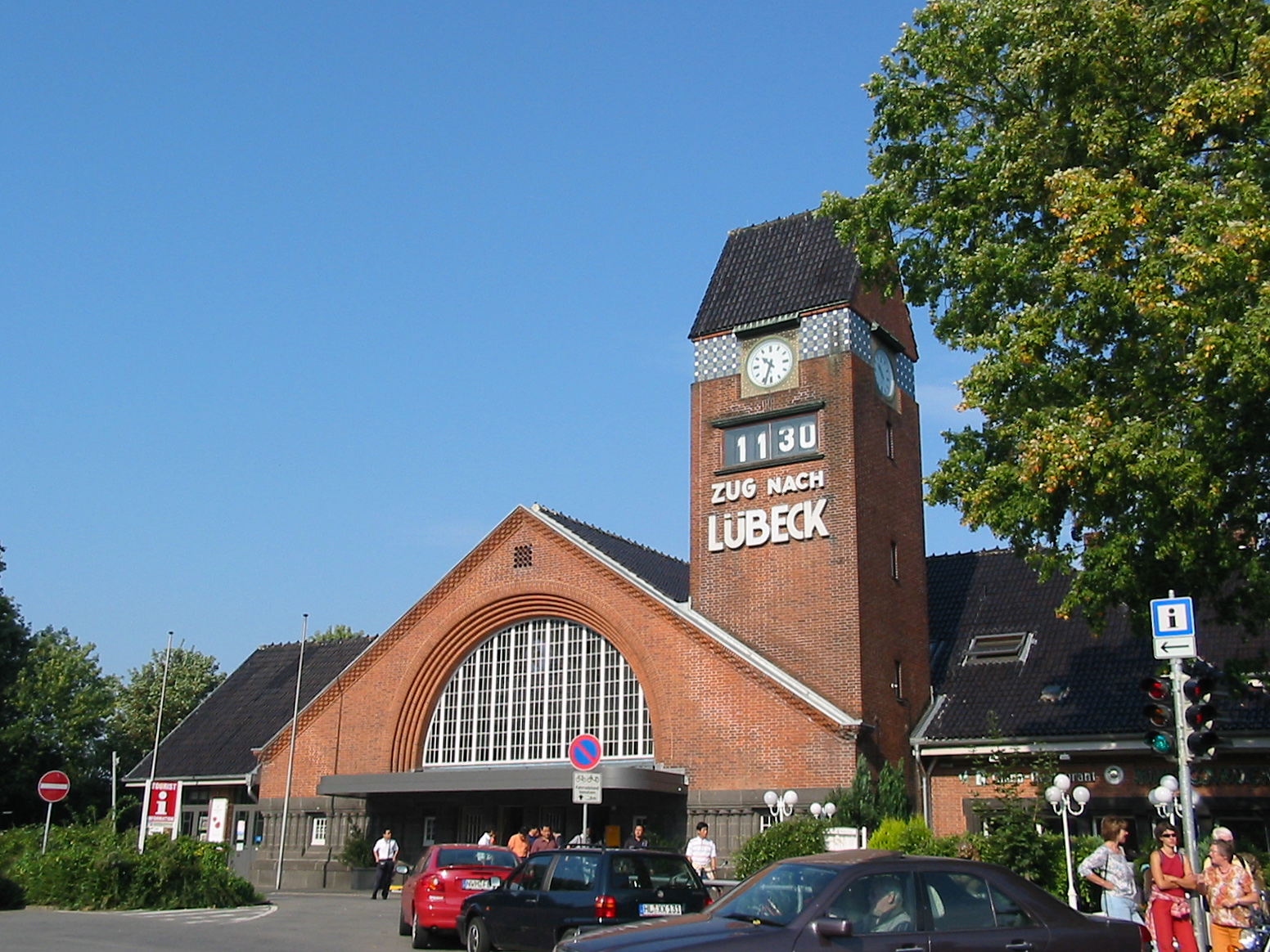
Unübersehbar: Lübeck-Travemünde Strand

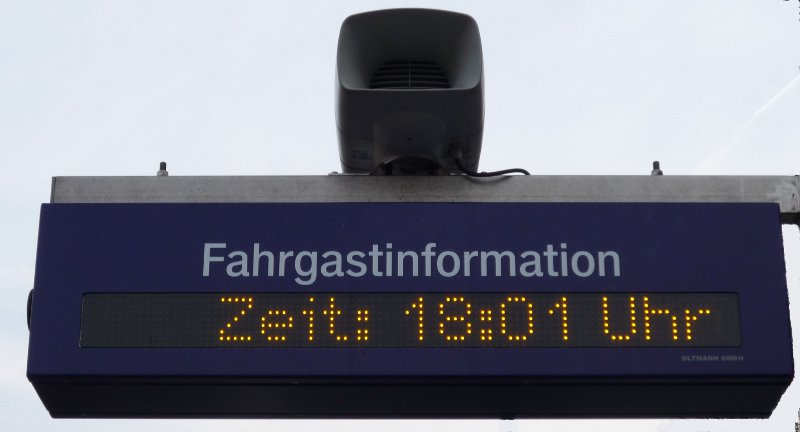
Fahrgastinformation mit Dynamischem Schriftanzeiger

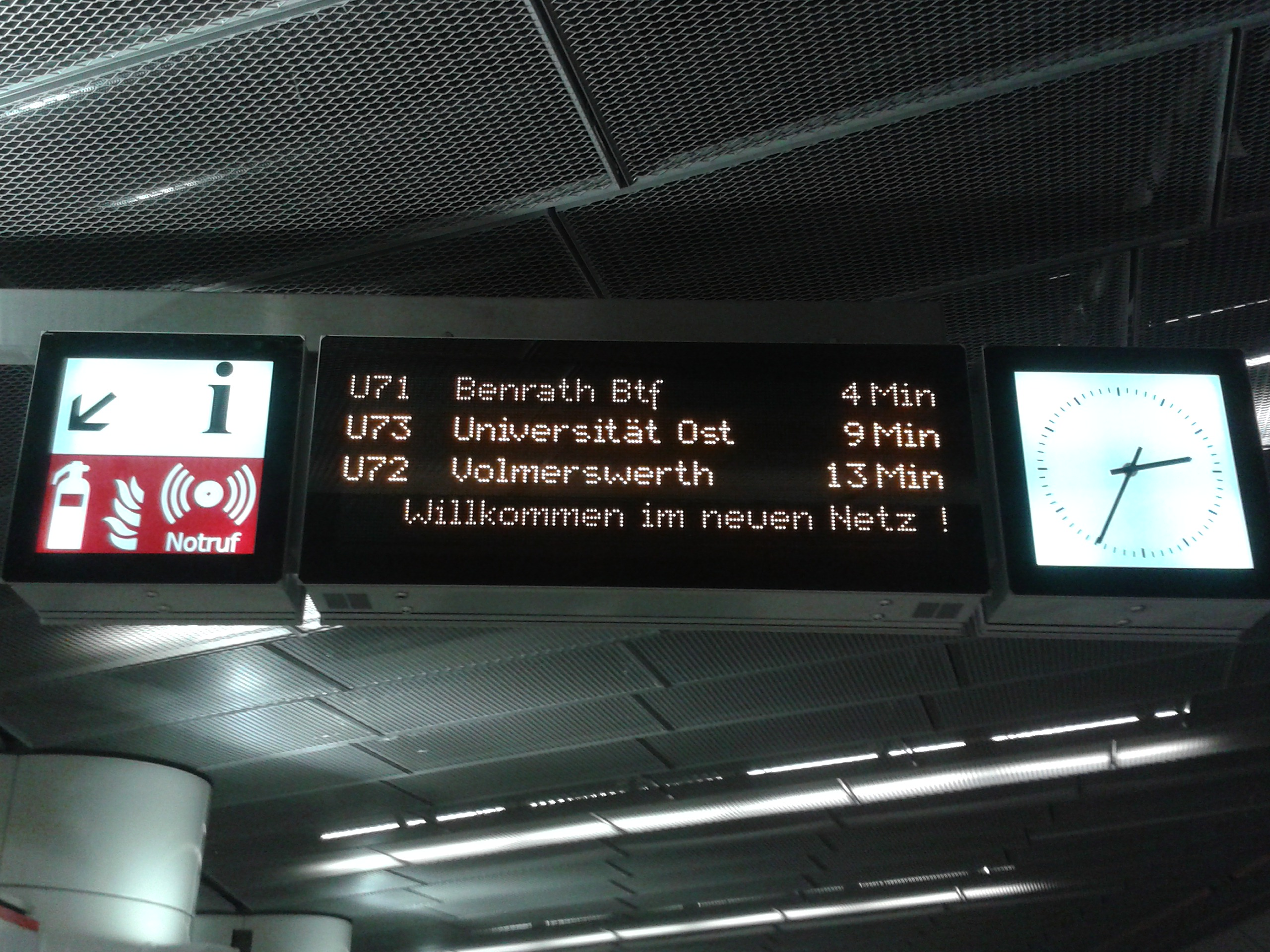
Anzeiger der nächsten Abfahrten der Stadtbahn Düsseldorf mit Willkommensgruß

Unter Fahrgastinformation versteht man die Weitergabe betrieblicher Informationen an Benutzer öffentlicher Verkehrsmittel. Zu unterscheiden ist zwischen Informationen für die Vorausplanung (Erkundung von Fahrtrouten, Zeiten, Reisedauer, Tarifen etc. vor Fahrtantritt) und den Informationen vor Ort (also nach dem Fahrtantritt: Abfahrtspläne, Wagenstandanzeiger, Haltestellenübersicht, die elektronischen Echtzeit-Informationen).
Als Hauptinformationsquelle diente beim Eisenbahnverkehr neben den örtlichen Aushängen wie Fahr- und Übersichtsplänen lange Zeit vor allem das sogenannte Kursbuch, ergänzt durch Auskünfte des Bahnpersonals.
Mit dem Einzug der EDV kommen zunehmend derartig unterstützte Fahrgastinformationssysteme zum Einsatz, die eine aktuelle und weitreichende Information ermöglichen. Andererseits ist auch ein Zuviel an Information umstritten, zum Beispiel automatisierte Tonbandansagen auf Anschlüsse, die nur für einen kleinen Teil der Fahrgäste relevant sind und denen sich die übrigen Reisenden nicht entziehen können. Solche automatischen, unter Umständen als störend empfundenen Ansagen werden scherzhaft auch Blechelse genannt.
Bei Fahrplanänderungen werden diese meist in geeigneter Form hervorgehoben. Unmittelbare, kurzfristige Abweichungen von den vorgesehenen Ankunfts- und Abfahrtzeiten können auf EDV-gesteuerten Anzeigetafeln auch mit Laufschrift, sogenannten Dynamischen Schriftanzeigern, bekanntgegeben werden. Regelmäßig geschieht das bei Zugverspätungen oder Gleiswechseln.

## Sprecher von automatischen Ansagen (Auswahl)
- Heiko Grauel (Deutsche Bahn, seit 2019)[3]
- Chris Lohner (Österreichische Bundesbahnen, seit 1979)
- Simone Hérault (SNCF, seit 1981)[4]
- Franz Kaida (Wiener Linien, ca. 1968 bis 2013)
- Angela Schneider (Wiener Linien, seit 2012)
- Helga Bayertz (über zehn Verkehrsunternehmen, seit den 1990er Jahren)
- Philippa Jarke (Berliner Verkehrsbetriebe, ab 2021)
- Graham Baxter (S-Bahn München)
- Ingrid Metz-Neun (mehrere Verkehrsunternehmen, seit den 1990er Jahren)
- Michaela Albrecht (Freiburger VAG, seit 2018)
- Anneta Politi, Stadtbahn Karlsruhe
- Dorothee Roth, (Stuttgarter Straßenbahnen, früher auch Stadtbahn Karlsruhe)
- Ingo Ruff (mehrere Verkehrsunternehmen, seit den 1990er Jahren)
- Anke Harnack (Hamburger Hochbahn, seit 2013)
- Alisa Palmer (Deutsche Bahn, ca. 2000 bis 2020)
- Conny Grotsch (mehrere Verkehrsunternehmen[5])
- Danuše Hostinská-Klichová (Tschechien und Slowakei)[6]

## Ausprägungen
- Anzeigetafel
- Dynamische Fahrgastinformation
- Durchgängige elektronische Fahrgastinformation
- Elektronische Fahrplanauskunft
- Fahrgastinformations- und Managementsystem (HHA)
- Fahrplan
- Zugzielanzeiger